# عيسى الغيث
عيسى الغيث (من مواليد 10 أغسطس، 1972م-): عضو سابق بمجلس الشورى السعودي ومجلس أمناء مركز الملك عبدالعزيز للحوار الوطني. وهو قاضي بوزارة العدل، كما أنه قاضٍ في محكمة الاستثمار العربية. حاصل على دكتوراة الفقه المقارن من جامعة الأزهر بجمهورية مصر العربية، وعلى العديد من الشهادات العلمية المتخصة في الشريعة والقانون والقضاء والإدارة.
رئيس لجنة الشؤون السياسية والبرلمانية بالاتحاد العربي، رئيس مركز الوسطية للأبحاث، وخبير الفقه والقضاء الشرعي لدى جامعة الدول العربية، وهو ممثل المملكة السعودية. يحظى بخبرة طويلة تمتد لأكثر من 20 عاماً في مجال القضاء. إضافة إلى ذلك، هو أحد المهتمين بالشأن العام والقضايا المجتمعية، وكاتب رأي في عدة صحف ومجلات سعودية وعربية.
يشغل حالياً عضوية عدة مجالس ولجان متخصصة منها: عضو مجلس إدارة المركز العربي للبحوث القانونية والقضائية بجامعة الدول العربية، عضو رابطة الأدب الإسلامي العالمية، عضو اللجنة العليا للمهرجان الوطني للتراث والثقافة، وغير ذلك من المؤسسات الكبرى. له مجموعة من البحوث والدراسات والمؤلفات في العلوم الشرعية والقضائية، وأشرف على العديد من المتدربين في مجال القضاء.
إمام وخطيب، وله دروس علمية مسجدية مستمرة ومحاضرات شرعية متعددة. عمل مستشاراً لوزير العدل منذ عام 1431 هـ وحتى تعيينه بمجلس الشورى 1434 هـ. شارك في عدّة لقاءات لمركز الملك عبد العزيز للحوار الوطني، وقد رأس وفد وزارة العدل السعودية إلى عدد من المؤتمرات واللقاءات الدولية. ناشط في مواقع التواصل وضمن أهم خمسين شخصية في تويتر السعودية.
في 25 ذو الحجة 1441 هـ (2020 م) دعم التطبيع مع إسرائيل في مقال كتبه في جريدة الوطن كاتبًا "والذي «أوصلنا» لهذا الحال ليس الغرب فحسب، بل الفلسطينيون أنفسهم بمتاجراتهم السياسية والدينية" و "فآن الأوان أن نلتفت لمصالحنا، ومقاومة أعدائنا الذين احتلوا ديارنا بزعم تحرير الأقصى، ويكفي استغفالنا بشعارات مخادعة ومؤامرات ممتدة منذ عقود. ونتطلع لتطبيع عادل يحقق مصلحة البلاد والعباد."

## المؤهلات العلمية
- دكتوراه الفقه المقارن من كلية الشريعة والقانون بجامعة الأزهر بالقاهرة.
- ماجستير الفقه المقارن من المعهد العالي للقضاء بجامعة الإمام محمد بن سعود الإسلامية بالرياض.
- بكالوريوس الشريعة من كلية الشريعة بجامعة الإمام محمد بن سعود الإسلامية بالرياض.
- مجموعة من الدورات العلمية في الشريعة والقانون والقضاء والإدارة.
- مجموعة من حلقات النقاش وورش العمل في الشأن القانوني والقضائي.

## الحياة العملية

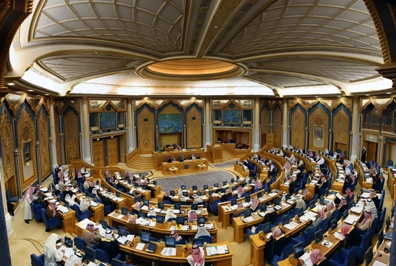
إحدى الجلسات المنعقدة بمجلس الشورى.

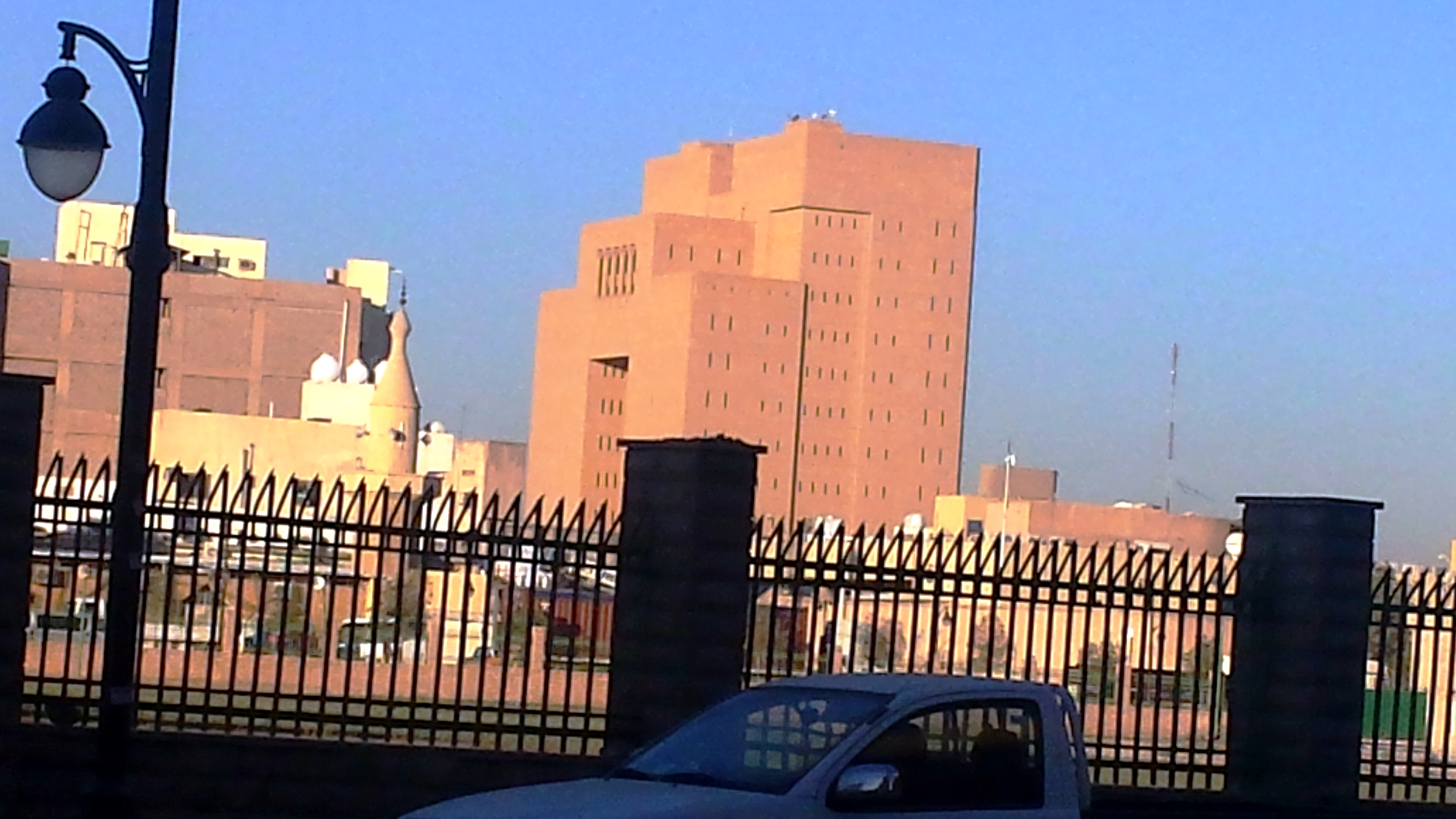
المبنى الرئيسي الجانبي لمبنى المحكمة العامة بالعاصمة السعودية الرياض.

- رئيس لجنة الشؤون السياسية والبرلمانية بالاتحاد العربي منذ 1439 هـ.
- عضو مجلس أمناء مركز الملك عبدالعزيز للحوار الوطني منذ 1439 هـ.
- عضو مجلس الشورى منذ 1434 هـ.
- قاضٍ عام وجزائي في محاكم وزارة العدل في تبوك وحائل والرياض.
- تدرج في مراتب السلك القضائي حتى بلغ الآن درجة رئيس محكمة (أ).
- مستشار لوزير العدل منذ عام 1431 هـ وحتى تعيينه بمجلس الشورى 1434 هـ.
- المستشار الشرعي والقانوني للجنة الوطنية للطفولة منذ عام 1432 هـ.
- قاضٍ بمحكمة الاستثمار العربية بجامعة الدول العربية (القاهرة) منذ 1433 هـ.
- خبير الفقه والقضاء بجامعة الدول العربية (القاهرة) منذ عام 1434 هـ.
- أستاذ الفقه المقارن، والمشرف والمناقش والمحكم لعدة رسائل وبحوث علمية.
- رئيس فريق التشريع السعودي بمجلس التعاون لدول الخليج العربية.
- مثّل السعودية في عشرات المؤتمرات الدولية العدلية والقانونية والقضائية.
- شارك في عشرات المؤتمرات الوطنية العدلية والقانونية والقضائية.
- كاتب رأي دائم في عدة صحف ومجلات وطنية وخليجية وعربية.
- مشارك في عدة برامج إعلامية وثقافية مرئية ومسموعة ومقروءة.
- مشارك في عدة لقاءات لمركز الملك عبد العزيز للحوار الوطني.
- ناشط في مواقع التواصل وضمن أهم خمسين شخصية في تويتر السعودية.
- خبير قضائي ومستشار قانوني في عدة جهات وطنية وخليجية وعربية ودولية.
- إمام وخطيب، وله دروس علمية مسجدية مستمرة ومحاضرات شرعية متعددة.
- عضو رابطة الأدب العالمية، وعضو النادي الأدبي، وصاحب صالون ثقافي.
- له مجموعة من البحوث والدراسات والمؤلفات في العلوم الشرعية والقضائية.

### ندوات ومؤتمرات
- رئيس وفد وزارة العدل في المؤتمر العربي لحقوق الطفل المنعقد في مدينة مراكش بالمملكة المغربية ضمن أعمال جامعة الدول العربية.
- رئيس وفد المملكة العربية السعودية في المؤتمر الحادي والخمسين للمنظمة الاستشارية القانونية لدول آسيا وأفريقيا (AALCO) المنعقد في مدينة أبوجا بجمهورية نيجيريا بمشاركة وزارة الداخلية ووزارة الخارجية.
- رئيس وفد وزارة العدل في اللقاء السنوي الأول للمختصين في أمن وسلامة الفضاء السيبراني (الإنترنت) في الدول العربية المنعقد في مقر المركز العربي للبحوث القانونية والقضائية ببيروت التابع لجامعة الدول العربية، 1429 هـ - 1433 هـ.
- مشارك في التحضير لمؤتمر وزراء العدل لدول مجلس التعاون لدول الخليج العربية المنعقد في الرياض 1433 هـ.
- رئيس وفد المملكة العربية السعودية في اللقاء الرابع لممثلي التشريع بدول مجلس التعاون لدول الخليج العربية المنعقد في مدينة الدوحة بدولة قطر، 1428 هـ - 1433 هـ.
- رئيس وفد وزارة العدل إلى مؤتمر (إنفاذ أحكام المنازعات التجارية وتحسين البيئة القضائية في دول التعاون الاقتصادي لآسيا والمحيط الهادي) المنعقد في مدينة سيئول بدولة كوريا، 1426 هـ - 1433 هـ.
- رئيس وفد وزارة العدل إلى الدورة الحادية عشر لجمعية الدول الأطراف في المحكمة الجنائية الدولية في مدينة لاهاي بدولة هولندا، 1433 هـ - 1434 هـ.
- مشارك في مؤتمر (الوحدة الوطنية.. ثوابت وقيم) بجامعة الإمام محمد بن سعود الإسلامية.

### عضوية مجالس ولجان
- عضو اللجنة المتخصصة للشؤون الإسلامية والقضائية بمجلس الشورى.
- عضو اللجنة الخاصة لدراسة مشروع نظام جباية الزكاة بمجلس الشورى.
- عضو اللجنة الخاصة بدراسة قواعد عمل المجلس واللجان بمجلس الشورى.
- عضو اللجنة العليا للمهرجان الوطني للتراث والثقافة (الجنادرية).
- عضو مجلس إدارة المركز العربي للبحوث القانونية والقضائية بجامعة الدول العربية.
- مرشح المملكة العربية السعودية لرئاسة اللجنة القانونية بجامعة الدول العربية.
- عضو في مجموعة مجالس ولجان وطنية ودولية علمية وقانونية وقضائية.